# SC Vier- und Marschlande
Der SC Vier- und Marschlande ist ein Sportverein aus dem Südosten von Hamburg. Der Verein entstand 1999 aus der Fusion der Vereine TSV Kirchwerder und SV Ochsenwerder-Moorfleet und zählt über 3000 Mitglieder.

## Fußball
Bei Gründung übernahm der Verein mit seiner ersten Mannschaft den Platz des TSV Kirchwerder in der Staffel Hansa der Landesliga Hamburg. Dort spielte er neun Jahre, bis er 2008 in die Bezirksliga abstieg. Nach dem Wiederaufstieg 2010 wurde das Team auf Anhieb Meister und stieg erstmals in die Oberliga Hamburg auf. Nach der Saison 2014/15 stieg das Team wieder in die Landesliga ab und wurde in der folgenden Saison in die Bezirksliga durchgereicht.
Die A-Jugend des Vereins spielte in der Saison 2006/07 in der A-Junioren-Bundesliga, musste aber als Tabellenletzter sofort wieder absteigen. Im DFB-Junioren-Vereinspokal erreichte die Mannschaft in der Saison 2006/07 das Viertelfinale und ein Jahr später das Achtelfinale.
Die Altliga wurde im Sommer 2010 gegründet und spielt seither in Hamburgs höchster Spielklasse für Ü32-Mannschaften (AA01).
2012 wurde die Altliga überraschend Hamburger Meister. Im Endspiel wurde der TSV Sasel mit 3:1 geschlagen. Ein Jahr später erreichte die Mannschaft das Finale um den Otto-Hacke-Pokal, das gegen den TSV Sasel mit 1:2 verloren wurde.

## Erfolge
- Meister der Bezirksliga Hamburg Ost: 2010
- Meister der Landesliga Hamburg Hansa: 2011

## Persönlichkeiten
- Sandjar Ahmadi
- Martin Harnik
- Hendrik Helmke
- Max Kruse
- Nils Pichinot

## Tischtennis
Bereits bei den beiden Gründungsvereinen TSV Kirchwerder und SV Ochsenwerder-Moorfleet wurde Tischtennis gespielt. Die Tischtennisabteilung des SC Vier- und Marschlande bildete seit Anfang der 2000er Jahre gemeinsam mit der TSG Bergedorf die Spielgemeinschaft Tischtennisfreunde Bergedorf / Vier- und Marschlande, kurz BVM genannt. Die erste Herren-Mannschaft von BVM kehrte 2012 als Meister der Hamburg-Liga in die Oberliga Nord zurück. 2014 wurde die Spielgemeinschaft wieder aufgelöst und die beiden Vereine nehmen wieder getrennt am Spielbetrieb teil. Der SC Vier- und Marschlande nimmt 2022/23 mit drei Herren-Mannschaften, von denen die erste in der 1. Landesliga spielt, am Spielbetrieb teil.